# Шортланд-стрит
«Шортланд-стрит» (англ. Shortland Street) — новозеландский прайм-тайм сериал, в центре сюжета которого находится больница, расположенная на улице под названием Шортланд-стрит. Премьера сериала состоялась 25 мая 1992 года на телеканале TVNZ 2. Является одной из самых популярных телепрограмм Новой Зеландии, а также самая продолжительной драмой и мыльной оперой в стране — съёмки и трансляция продолжаются непрерывно на протяжении 6000 серий и 26 лет.
Вначале сериал транслировался в виде пяти получасовых эпизодов в неделю и получал смешанные отзывы критиков. Из-за низких рейтингов сериал чуть было не закрыли ещё в начале первого сезона, но TVNZ заказали съёмки всего первого сезона заранее. В начале 1993 года, когда рейтинг телесериала поднялся, его производство было возобновлено,  и теперь Шортланд-стрит имеет «долгосрочный общественный энтузиазм». На сегодняшний день это один из самых рейтинговых сериалов Новой Зеландии, благодаря чему он часто включается Nielsen Media Research в топ 5 программ недели.

## Трансляция в других странах

### Австралия
В Австралии телесериал транслируется на телеканалах Foxtel и Arena по будням в 23:30, показ серий отстаёт от Новой Зеландии на шесть недель. На телеканале 7TWO транслировали серии примерно три года. Предыдущие австралийские трансляции включают в себя: ABC1 2010—2011, UKTV 1997—2000 и SBS TV 1994—1995 годов.

### Ирландия
В Ирландии он транслируется на телеканале RTÉ One, по будням около полудня и в 3 часа ночи. Показ серий отстаёт на четыре года, так как RTÉ One транслирует его с 1996 года.

### Тихий океан

#### Фиджи
На Фиджи телесериал идёт с 1994 года, по будням в 20:30, на Fiji One и является одним из самых популярных сериалов.

#### Острова Кука
На Островах Кука сериал также является одним из самых популярных сериалов и транслируется по будням в 20:00.

### Украина
На Украине в 2016 году был создан ремейк сериала под названием «Центральная больница» (укр. Центральна лікарня). Всего было выпущено 60 серий.